# Karl Friedrich Passow
Pour les articles homonymes, voir Passow.

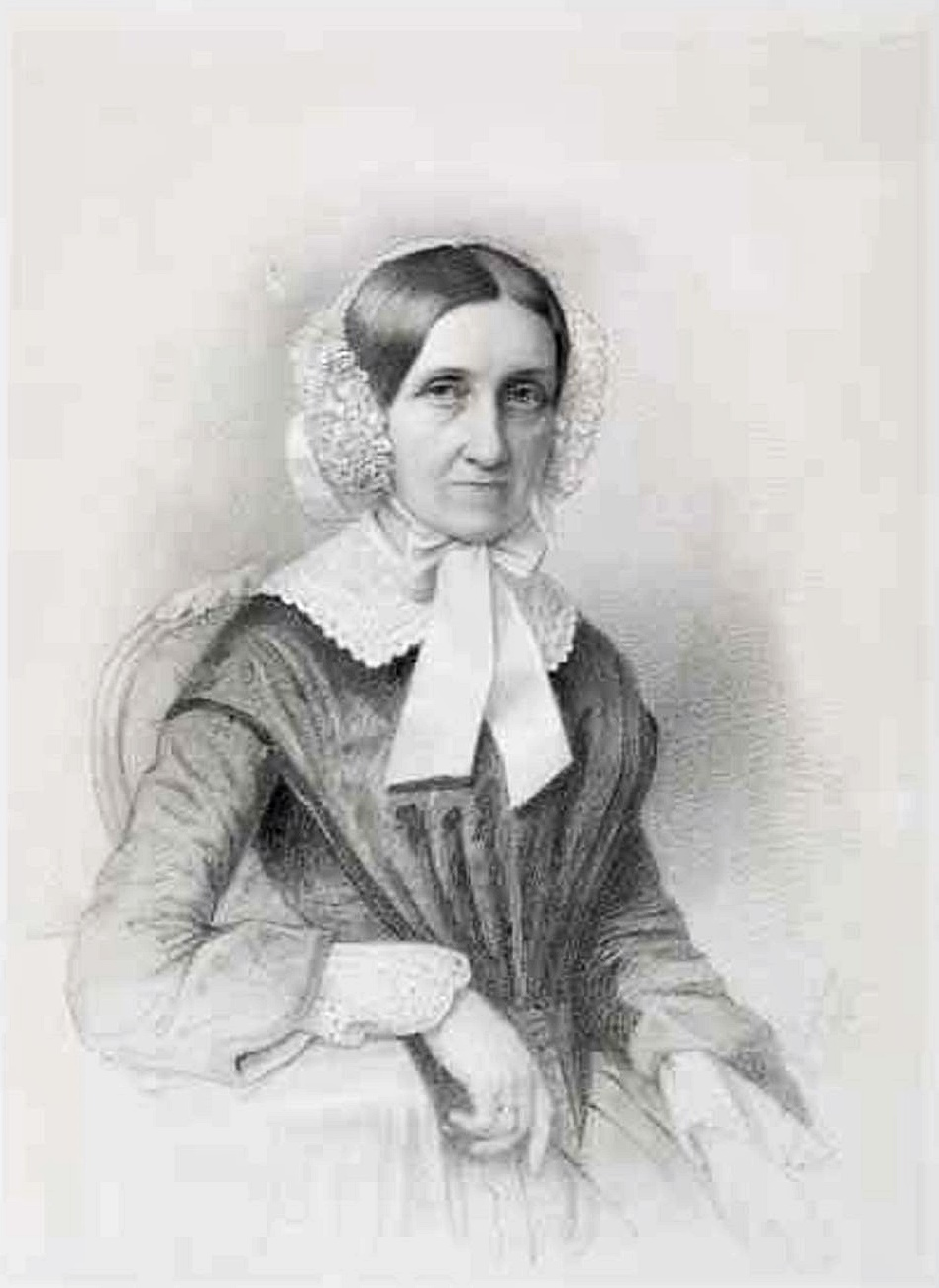
L'épouse Sidonie née Seebeck, dessin au crayon par Georg Engelbach

Karl Friedrich Passow (né le 1er avril 1798 à Sternberg et mort le 7 novembre 1860 à Berlin) est un philologue et professeur prussien.

## Biographie
Fils d'un conseiller consistorial et surintendant et en tant que frère de Franz Passow, il étudie au Conradinum (de) à Jenkau près de Dantzig de 1811 à 1814 et au lycée de Friedrichswerder à Berlin jusqu'en 1815. En 1817, il est diplômé du lycée Sainte-Marie-Madeleine de Breslau. Il étudie ensuite la philologie à Breslau. Au cours de ses études en 1819, il est cofondateur de l'Alte Breslauer Burschenschaft der Raczeks (de), dont il devient rédacteur des statuts et chef. En 1820, il devient membre honoraire de la Berliner Burschenschaft Arminia (de)/Herminen à Berlin. Il obtient ensuite son doctorat.
Après des postes d'aspirant professeur, de professeur adjoint extraordinaire et de membre du séminaire pédagogique du lycée berlinois du monastère franciscain, il est proposé par la magistrature de Berlin en 1822 pour devenir professeur principal et collaborateur. À la suite d'une dénonciation, il est cependant interrogé en raison de ses activités fraternelles en 1822 et suspendu comme enseignant. Après avoir déposé une déclaration de repentir, il devient professeur associé en 1824, puis professeur principal au lycée de Friedrichswerder de Berlin. En 1828, il est nommé professeur et se rend au lycée de Joachimsthal en tant que professeur principal et collaborateur. Il enseigne le grec, le latin, l'allemand, l'histoire et la géographie. En 1860, il est nommé premier professeur.
Passow est marié avec Sidonie Seebeck (1801-1886), fille du physicien Thomas Johann Seebeck. Ils ont cinq enfants, dont leur fils Arnold Passow (de).

## Publications (sélection)
- Adnotatio critica in Aristophanis Nubes. Leipzig 1828.
- Episteln. Leipzig 1833.
- De Scorpio in gemma Augustea coniectura. Breslau 1833.
- Beitrag zur Geschichte der deutschen Universitäten im XIV. Jahrhundert. Berlin 1836.